# Meryemuşağı, Tut
Meryemuşağı là một xã thuộc huyện Tut, tỉnh Adıyaman, Thổ Nhĩ Kỳ. Dân số thời điểm năm 2011 là 380 người.